# Крістал Пелес (футбольний клуб)
«Крі́стал Пе́лес» (англ. Crystal Palace F.C.) — англійський футбольний клуб з Лондона. Заснований 1905 року.

## Історія

### Заснування
Футбольний клуб «Крістал Пелес» був створений 10 вересня 1905 року будівельниками Кришталевого палацу (англ. Crystal Palace) за підтримки власників Національного спортивного центру «Крістал Пелес», які хотіли бачити у себе професійний футбольний клуб. Клуб вступив у другий дивізіон Південної ліги в сезоні 1905/06 і в першому ж сезоні, зайнявши перше місце, вийшов у перший дивізіон. «Крістал Пелес» також приєднався до United Counties League, посівши друге місце слідом за «Вотфордом». 16 березня 1914 року в грі з Уельсом у футболці збірної Англії вийшов перший представник «Крістал Пелес» Генрі Колклу. Початок Першої світової війни призвів до того, що Адміралтейство реквізувало Кришталевий палац і клуб був змушений переїхати на стадіон клубу «Вест Норвуд» — «Герн-Гілл». Три роки по тому клуб знову переїхав — на стадіон «Кройдон Комммон Атлетік Граунд».

### Вступ до Футбольної Ліги
Клуб вступив у Футбольну Лігу (Третій дивізіон) в сезоні 1920/21, ставши чемпіонами та отримавши право вийти у другий дивізіон. «Пелес» переїхав на власний стадіон «Селхерст Парк» 1924 року, на якому клуб грає донині. Відкриття «Селхерст Парк» довелося на гру проти «Шеффілд Венсдей» і перед 25 тисячами глядачів зазнав поразки 0:1. «Пелес» завершив сезон на 21-му місці й повернувся в Третій дивізіон (Південь), де клуб залишався до сезону 1957/58, який вони закінчили в нижній половині таблиці та вилетіли в новостворений Четвертий дивізіон, поряд з іншими 11 клубами третього дивізіону (Південь) і 12 клубів з нижньої половини таблиці третього дивізіону (Північ). У сезоні 1960/61 «Пелес» повертається в Третій дивізіон і це виявилося поворотним моментом в історії клубу. У сезоні 1963/64 і 1968/69, повернувшись назад в Другий дивізіон, а потім 1-й Дивізіон. А в сезоні 1968/69 вперше в історії вийшовши в Перший дивізіон.

### Вихід в Перший дивізіон
Незважаючи на виживання у вищому дивізіоні з 1969 до 1972 роки вилітав у двох сезонах поспіль і опинився в Третьому дивізіоні в сезоні 1974/75. Але під керівництвом нового менеджера, Террі Венейблса, «Пелес» швидко повернулися в сезоні 1976/77 у Другий дивізіон, а в сезоні 1978/79 повернувся в Перший дивізіон. Але вже в наступному сезоні орли вилетіли з Першого дивізіону у другій, де клуб залишався до сезону 1988/89. Клуб також досяг фіналу Кубка Англії в сезоні 1989/90, де зустрівся з «Манчестер Юнайтед». Перший матч завершився з рахунком 3:3, а в переграванні «МЮ» виявився сильнішим — 1:0. Клуб добився великого успіху в сезоні 1990/91, зайнявши 3-е місце в Першому дивізіоні та виграв Кубок повноправних членів, перемігши «Евертон» у фіналі з рахунком 4:1, свій єдиний Кубок на сьогоднішній день. Наступний сезон розпочався багатообіцяюче — «Пелес» розташовувався на третьому місці. Однак, під час програми Great Britain United на каналі Channel Four, президент клубу Рон Нодс висловив принизливі коментарі про працьовитість темношкірих гравців клубу, пізніше він це заперечував і наполягав, що його слова були вирвані з контексту. У відповідь на ці випади Іан Райт, найкращий бомбардир клубу, пішов посеред сезону в «Арсенал» і «Пелес» скотився до кінця сезону на 10-е місце. Проте це дозволило клубу стати одним із засновників першого сезону Прем'єр-ліги в 1992 році.
Але збиток від заяви Нодса продовжував позначатися, після відходу кількох гравців, «Пелес» був приречений на боротьбу за виживання. Незважаючи на безкомпромісну гру у шостому турі з «Блекберн Роверс», яка закінчилася внічию 3:3, багато гравців не бажали більше виступати в клубі. Обігравши за три тури до кінця чемпіонату «Іпсвіч Таун» на виїзді з рахунком 3:1 «Пелес» набрав 49 очок і єдиний клуб, який відділяв їх від зони вильоту був «Олдхем Атлетік» з 40 очками. «Олдхем» потім обіграв «Ліверпуль» і «Астон Віллу» в останньому турі зустрічався з «Саутгемптоном», а «Крістал Пелес» відправився на «Хайбері» в гості до «Арсеналу». Колишній гравець орлів Іан Райт забив перший гол і каноніри виграли 3:0, «Олдхем» обіграв «Саутгемптон» і відправив «Пелес» в нижчу лігу. Клуб відразу ж повернувся у Прем'єр-лігу в сезоні 1993/94, після відставки менеджера Стіва Коппелла. Алан Сміт, помічник Коппелла в клубі, став головним після його відходу, але він не зміг зберегти клуб, і «Пелес» вилетів ще раз. Коппелл повернувся як менеджер після звільнення Сміта. Він не зміг повернути «Пелес» назад у Прем'єр-лігу в перший же сезон, програвши в додатковий час «Лестер Сіті» у фіналі плей-оф. У наступному сезоні орли успішно повернулися назад у Прем'єр-лігу. Проте за традицією команди-ліфта, клуб вилетів назад в Перший дивізіон на сезон 1998/99. Менеджером після 30-річного знову став Террі Венейблс. У клубі почалися фінансові труднощі після банкрутства власника клубу Марка Голдберга.

### Сучасність
Наступним власником став підприємець Саймон Джордан, який заробив свій капітал як власник Pocket Phone Shop. Клуб провів більшу частину десятиліття в Чемпіоншипа, провівши в Прем'єр-лізі лише сезон 2004/05. Джордан не зміг поставити клуб на міцну фінансову основу після 2008 року, команда кілька разів перебувала на межі зняття з турніру. «Крістал Пелес» був змушений продавати гравців, але залишилося близько 20 мільйонів фунтів боргів. У міжсезоння консорціум, що складається з декількох багатих шанувальників орлів, названий CPFC 2010, успішно провів переговори про купівлю клубного стадіону, а потім придбав весь клуб.

## Склад команди
Станом на 30 квітня 2025
| №  | Поз. | Нац.     | Гравець            |
| -- | ---- | -------- | ------------------ |
| 1  | ВР   | Англія   | Дін Гендерсон      |
| 2  | ЗХ   | Англія   | Джоел Ворд         |
| 3  | ЗХ   | Англія   | Тайрік Мітчелл     |
| 5  | ЗХ   | Франція  | Максанс Лакруа     |
| 6  | ЗХ   | Англія   | Марк Геї (капітан) |
| 7  | НП   | Сенегал  | Ісмаїла Сарр       |
| 8  | ПЗ   | Колумбія | Джефферсон Лерма   |
| 9  | НП   | Англія   | Едді Нкетіа        |
| 10 | ПЗ   | Англія   | Еберечі Езе        |
| 11 | ПЗ   | Бразилія | Матеус Франса      |
| 12 | ЗХ   | Колумбія | Даніель Муньйос    |
| 14 | НП   | Франція  | Жан-Філіп Матета   |
| 17 | ЗХ   | Англія   | Натаніел Клайн     |

| №  | Поз. | Нац.              | Гравець          |
| -- | ---- | ----------------- | ---------------- |
| 18 | ПЗ   | Японія            | Дайті Камада     |
| 19 | ПЗ   | Англія            | Вілл Г'юз        |
| 20 | ПЗ   | Англія            | Адам Вортон      |
| 21 | НП   | Англія            | Ромен Ессе       |
| 25 | ЗХ   | Англія            | Бен Чілвелл      |
| 26 | ЗХ   | США               | Кріс Річардс     |
| 28 | ПЗ   | Малі              | Шейк Омар Дукуре |
| 30 | ВР   | США               | Метт Тернер      |
| 31 | ВР   | Англія            | Ремі Метьюз      |
| 34 | ЗХ   | Марокко           | Чаді Ріад        |
| 55 | ПЗ   | Північна Ірландія | Джастін Девенні  |
| 58 | ЗХ   | Англія            | Кейлеб Кпора     |

## Досягнення
- Кубок Англії
  - Володар: 2024/25
  - Фіналіст: 1989/90, 2015/16

- Суперкубок Англії
  - Володар (1): 2025

- Другий дивізіон: 1978/79, 1993/94
- Володар Кубка повноправних членів: 1990/91